# Auri (album)
Auri je debutové studiové album finsko-britské hudební skupiny Auri. Vydáno bylo 23. března 2018 prostřednictvím společnosti Nuclear Blast. Nahrávání probíhalo v britském studiu Real World Studio pod dohledem zvukového technika Tima Olivera. Skladba „Aphrodite Rising“ je první písní kapely a byla napsána již v roce 2011. Zbytek skladeb byl poté dopsán až v roce 2017, kdy měli Tuomas Holopainen a Troy Donockley pauzu s jejich hlavních kapelou Nightwish. Oproti hudbě Nightwish se tito dva hudebníci, kteří na album skládali písně, oprostili od symfonického metalu a ve skladbách se objevují keltské, folkové, etnické či filmové motivy. Kromě angličtiny zpívá Johanna Kurkela místy také v latině.

## Seznam skladeb
| Pořadí         | Název                     | Délka |
| -------------- | ------------------------- | ----- |
| 1.             | The Space Between         | 4:58  |
| 2.             | I Hope Your World Is Kind | 5:00  |
| 3.             | Skeleton Tree             | 4:17  |
| 4.             | Desert Flower             | 6:01  |
| 5.             | Night 13                  | 4:22  |
| 6.             | See                       | 5:11  |
| 7.             | The Name of the Wind      | 3:48  |
| 8.             | Aphrodite Rising          | 5:31  |
| 9.             | Savant                    | 4:25  |
| 10.            | Underthing Solstice       | 7:06  |
| 11.            | Them Thar Chanterelles    | 5:21  |
| Celková délka: | Celková délka:            | 56:00 |

## Obsazení
- Johanna Kurkela – zpěv
- Tuomas Holopainen – klávesy, doprovodný zpěv
- Troy Donockley – kytary, buzuki, irské dudy, irská píšťala, aerofon, bodhrán, klávesy

Technická podpora
- Tim Oliver – zvukový inženýr